# Artemis Chasma
L'Artemis Chasma è una formazione geologica della superficie di Venere.
Prende il nome da Artemide, dea greca della luna e della caccia.